# Shenzhen Stock Exchange

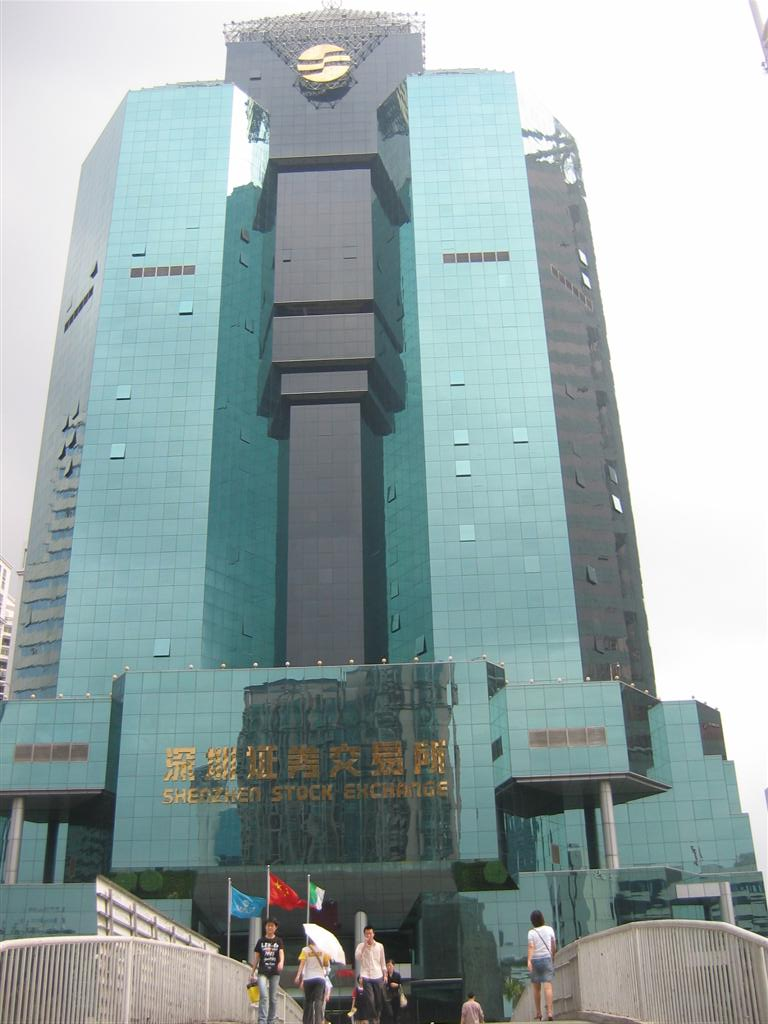
Gebäude der Börse Shenzhen

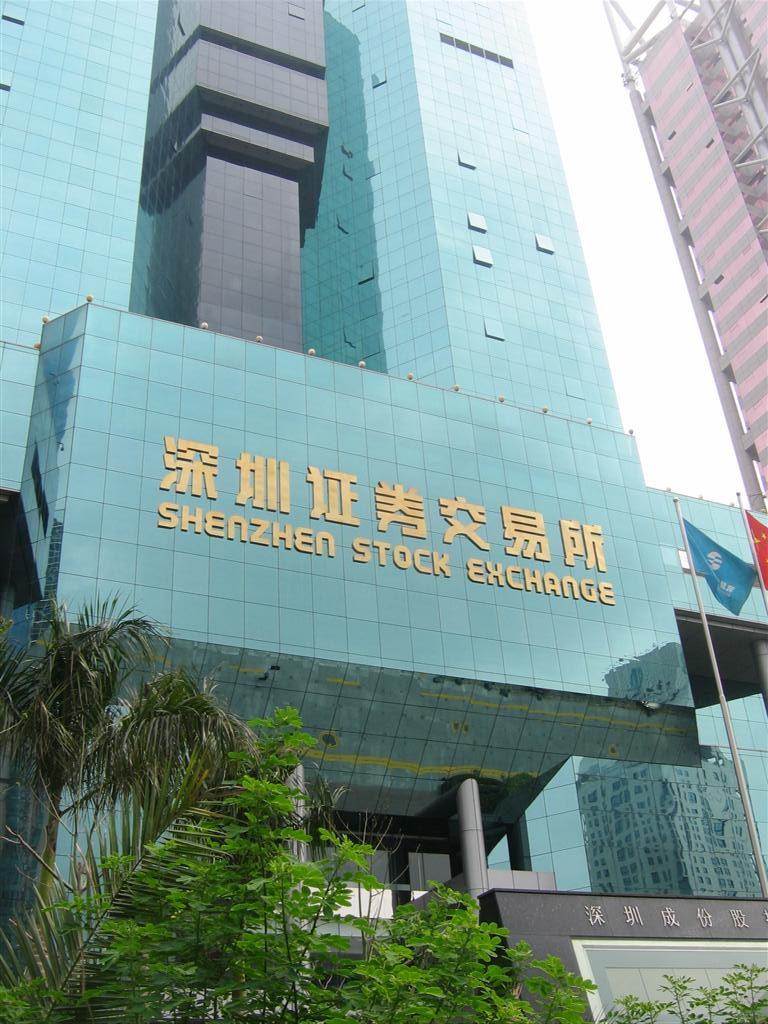
Gebäude der Börse Shenzhen

Die Börse Shenzhen (chinesisch 深圳证券交易所, Pinyin Shēnzhèn Zhèngquàn Jiāoyìsuǒ, englisch Shenzhen Stock Exchange, SZSE) ist eine der drei Börsenmärkten auf dem chinesischen Festland und wurde offiziell 1990 – inoffiziell existierte die Börse Shenzhen bereits 1987 – gegründet. Sie hat ihren Hauptsitz im Stadtbezirk Futian.
Nach der Börse Shanghai ist die Shenzhener Börse die zweitgrößte Festlandchinas, während die Börse in Peking die kleinste unter den drei Märkten ist.

## Entwicklung
Im Jahr 2014 listete die Börse Shenzhen 1581 Unternehmen, welche zusammen eine Marktkapitalisierung von 3.932 Milliarden US-Dollar aufwiesen. Bis Juli 2013 war die Zahl der Aktiengesellschaften auf 1537 gestiegen. Im August 2017 betrug die Marktkapitalisierung 3.562 Milliarden US-Dollar, womit sie die achtgrößte Börse der Welt nach Marktkapitalisierung ist. Inzwischen sind über 2000 Unternehmen gelistet.
IPOs an der Börse in Shenzhen wurden 2000 eingestellt und werden nur noch an der Börse in Shanghai gehandelt. In Shenzhen wurde ein der NASDAQ ähnlicher zweiter Markt geschaffen (ChiNext), welcher für Privat- und Technologieunternehmen gedacht ist.

## Aktienindizes
Der Hauptindex SSE wurde im Mai 2004 eingeführt. Erst einige Jahre später wurden spezielle Indizes dem Listing hinzugefügt. Der ChiNext Market wurde im Oktober 2009 gegründet. Seit Januar 2006 wurde der OTC-Market-Index gelistet.
Auch im CSI 300 sind einige Titel der SZSE enthalten.

## Mitgliedschaften
Die Börse ist Teil der:
- World Federation of Exchanges[6]
- Asian and Oceanian Stock Exchanges Federation
- Sustainable Stock Exchanges Initiative